# Tinus Bosselaar
Martinus (Tinus) Bosselaar (Rotterdam, 16 januari 1936 – Capelle aan den IJssel, 6 juni 2018) was een Nederlands voetballer. De linksbuiten speelde vrijwel zijn hele voetballoopbaan voor Sparta, uitgezonderd een korte periode dat hij voor Feijenoord uitkwam.

## Loopbaan
Bosselaar speelde vanaf zijn tiende voor Sparta. Hij maakte al snel naam als talentvol speler. Hij kwam op 17-jarige leeftijd uit voor het Nederlands jeugdelftal en kort daarna voor het Nederlands B-team. In 1954 maakte hij de overstap van Sparta naar plaatsgenoot Feijenoord. De reden was dat hij zwaar gepikeerd was door een weigering van zijn club om hem met het Nederlands jeugdelftal mee te laten gaan op een trip naar Turkije. Als Feijenoorder maakte hij op 16 oktober 1955 zijn debuut voor het Nederlands voetbalelftal, in een wedstrijd tegen België. In zijn tweede interland, op 6 november 1955 tegen Noorwegen, maakte Bosselaar twee van de drie Nederlandse doelpunten. Hij speelde tot 1962 in totaal zeventien interlands, waarin hij vier keer scoorde.
In augustus 1956 kwam Bosselaar met Sparta tot overeenstemming om terug te keren naar de club waar hij was opgegroeid. Feijenoord was het daar echter niet mee eens en spande een arbitragezaak aan. Omdat Bosselaar in zijn contract had laten opnemen dat hij te allen tijde Feijenoord mocht verlaten voor Sparta, kreeg hij van de rechter gelijk. Hij zou tot het einde van zijn carrière in 1966 voor Sparta uitkomen. Met deze club won hij in 1958 de KNVB beker en in 1959 het landskampioenschap.
Bosselaar speelde twee seizoenen als amateur voor het derde team van Sparta en ging in 1968 naar RKSV Leonidas, destijds uitkomend in de tweede klasse. In 1971 stopte hij officieel bij het eerste team van Leonidas maar Bosselaar zou tot medio 1974 nog geregeld meespelen. Na beëindiging van zijn loopbaan als voetballer speelde hij nog diverse keren in het team van Nederlandse oud-internationals. Ook was hij nog actief als elftalleider, rondleider en ambassadeur van de Rotterdamse club. In 1988 werd hij benoemd tot Lid van Verdienste van Sparta en in 1999 tot erelid.
Bosselaar had zijn schildersdiploma gehaald en was werkzaam in de slagerij van zijn vader die hij overnam. Daarnaast deed hij aan kunstschilderen.
Tinus Bosselaar, die de laatste jaren van zijn leven aan dementie leed, stierf in 2018 op 82-jarige leeftijd in een verpleeghuis in Capelle aan den IJssel aan de gevolgen van een galblaasoperatie.

## Zie ook

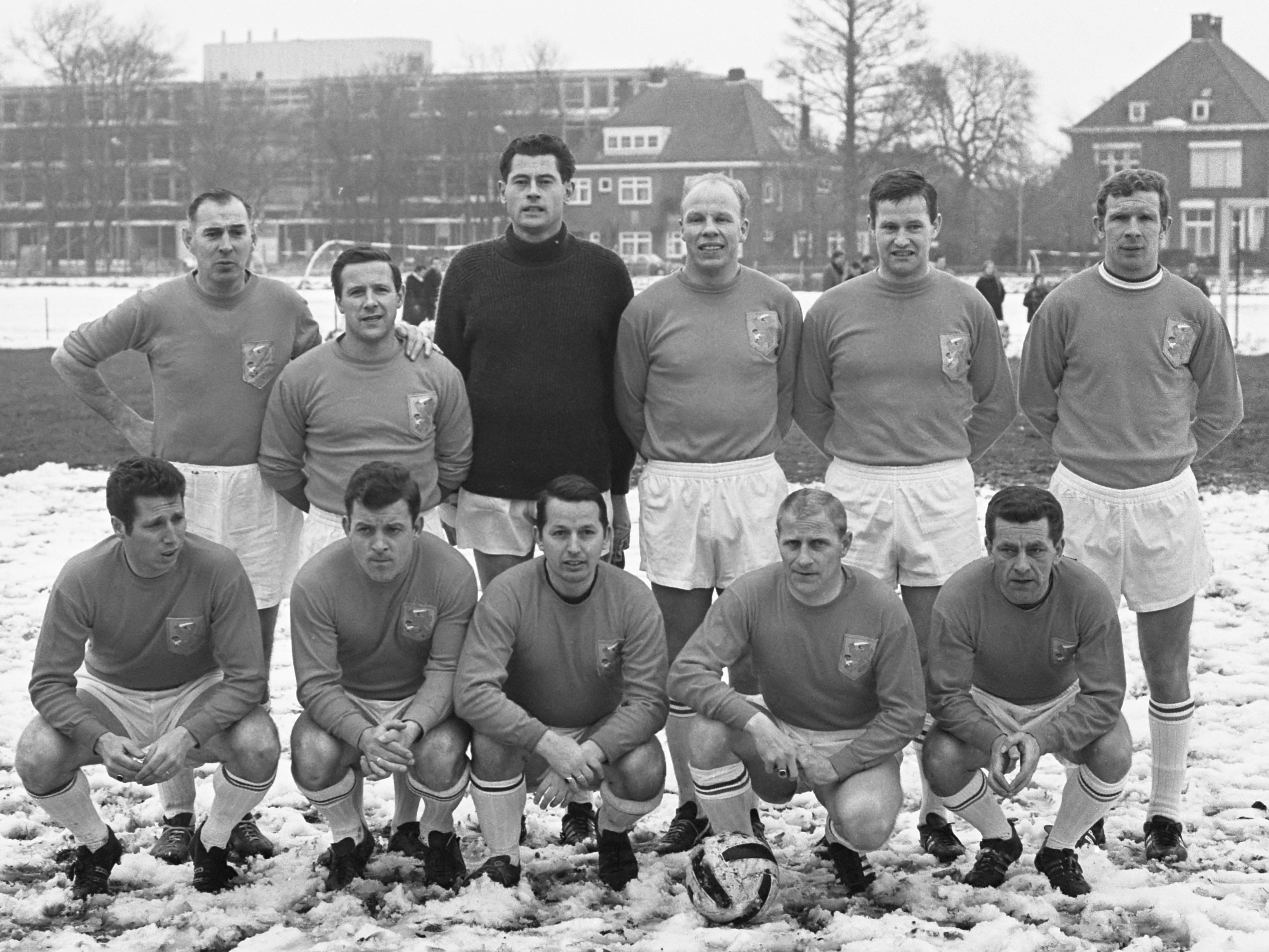
Oud-internationals (1969): Tinus Bosselaar, staand, tweede van links